# Diazoetano
Il diazoetano è un composto organico della famiglia dei diazocomposti, con il gruppo funzionale -N=N+=, ed è molto instabile. La sua formula di semi-struttura è CH3-CH=N+=N-. Le composizioni relative sono C 42,84%, H 7,19%, N 49,96%.
È usato in particolare per sintetizzare composti organoioduri come l'1,1-diiodioetano.

## Sintesi
Il diazoetano può essere sintetizzato dal cloridrato etilammina che, reagendo con l'urea, viene trasformato in Etil-urea. Quest'ultimo, reagendo direttamente con nitrito di sodio, NaNO2 in un mezzo acido, forma il composto nitroso-etil-urea. Alla fine, questa nitrosourea reagisce con idrossido di potassio ed eliminando un equivalente di cianato di potassio, KCNO, si forma il diazoetano dal nitroso-metil-urea diazometano

## Sicurezza
Il diazoetano, come il diazometano, è fortemente esplosivo e molto tossico per inalazione, ingestione o contatto.